# Mihrimah-Sultan-Moschee (Edirnekapı)

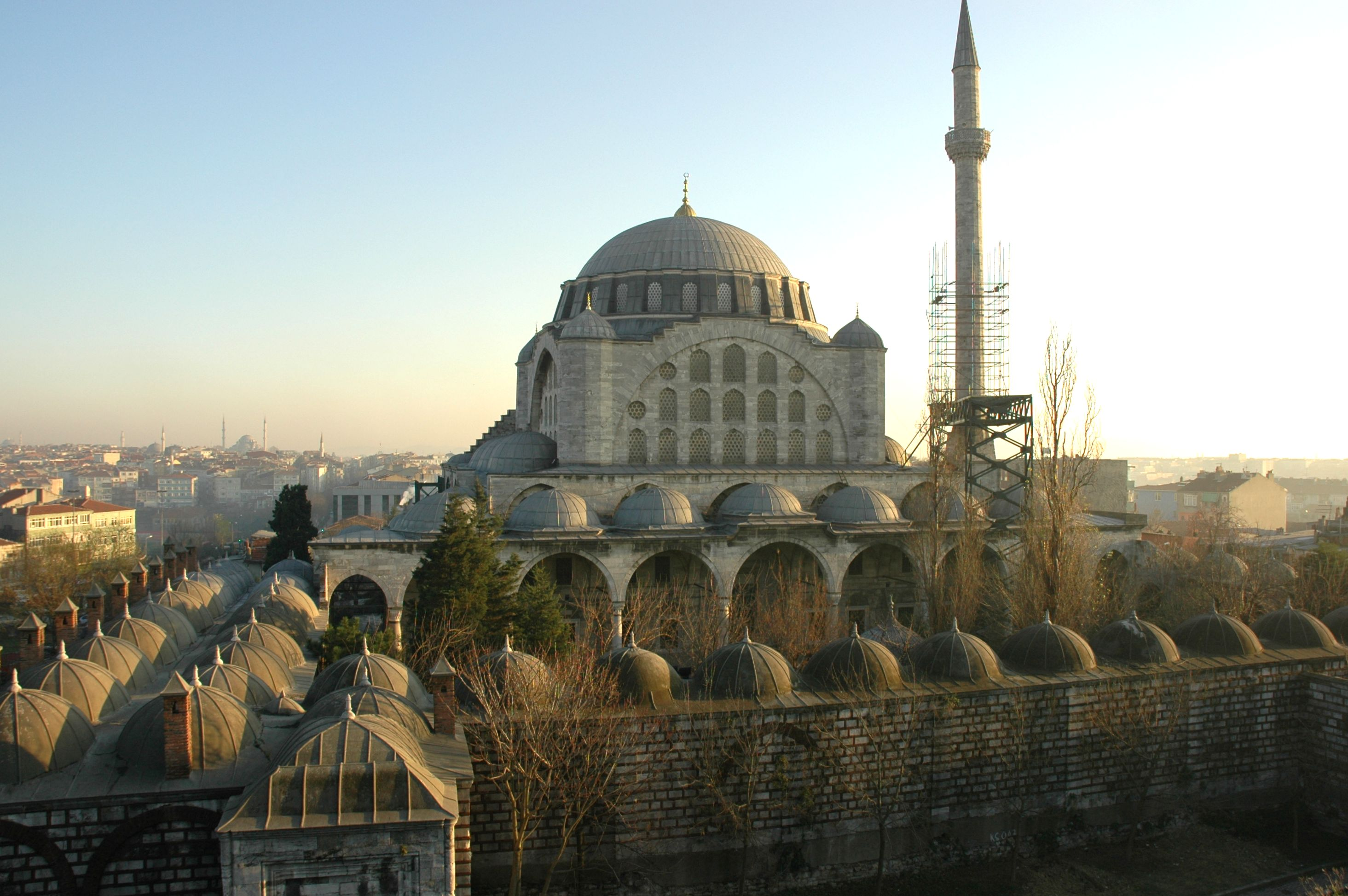
Die Mihrimah-Moschee in Istanbul

Die Mihrimah-Sultan-Moschee (türkisch Mihrimah Camii, auch Edirnekapı Camii) ist eine Moschee des Architekten Sinan in Edirnekapı im europäischen Teil Istanbuls in unmittelbarer Nähe der Theodosianischen Landmauer.
Stifterin war Mihrimah Sultan, die Tochter von Sultan Süleyman I. und dessen Lieblingsfrau Roxelane und die Ehefrau des Großwesirs Rüstem Pascha. Das Gebäude wurde in den Jahren von 1562 bis 1565 vom Architekten Sinan erbaut. Die Kuppel ist 37 m hoch. Der Innenraum wird durch vier große Pfeiler geteilt, die die große Kuppel und drei weitere Halbkuppeln tragen. Die Wände mit ihren 161 Fenstern lassen das Tageslicht herein und erwecken damit den Eindruck eines spirituellen Aufstiegs. Schäden durch Erdbeben in den Jahren 1719, 1766 und 1894 wurden um 1910 und in den 1960er-Jahren behoben. Das zwischenzeitlich baufällige Gebäude wurde 2010 bis 2011 umfangreich restauriert. Es hatte beim Erdbeben 1999 erneut schwere Schäden erlitten.

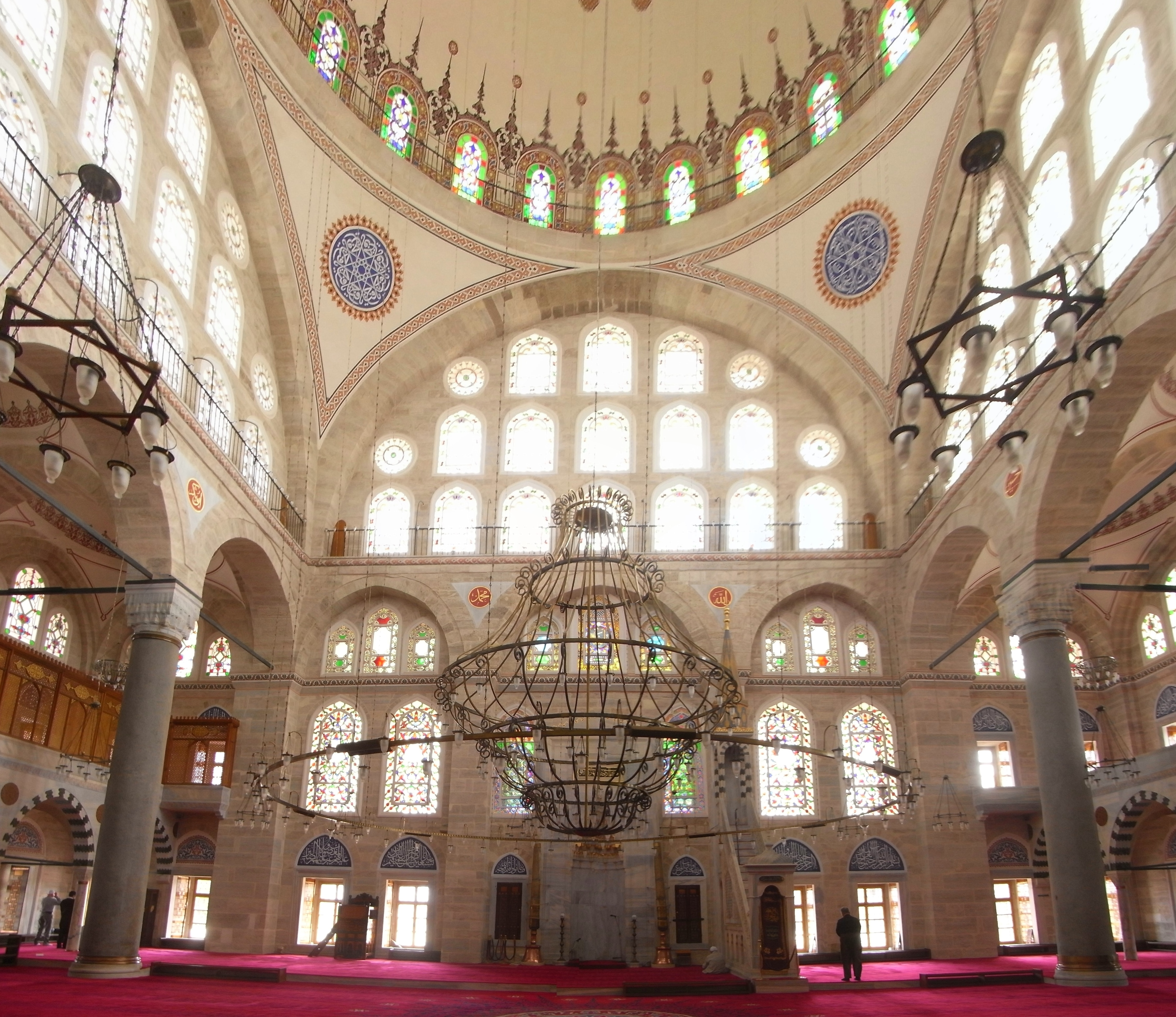
Innenraum der Mihrimah-Moschee

Zum Stiftungskomplex (Külliye) gehörten eine Medrese, ein Hamam sowie Läden, wovon Teile inzwischen Straßenbauten zum Opfer gefallen sind. In dem Friedhofsgelände hinter der Moschee befindet sich die Türbe des 1575 verstorbenen Damad Ahmed Pascha.
Eine weitere von Mihrimah gestiftete und ebenfalls von Sinan erbaute Moschee, die ebenfalls Mihrimah Camii oder İskele Camii genannt wird, liegt auf der asiatischen Seite von Istanbul an der Schiffsanlegestelle in Üsküdar.